# 公平競爭
《公平競爭》（法語：Fair Play）是一部由李歐納爾·貝利烏執導的法国电影，2006年9月6日上映。

## 剧情
影片提出了商业关系中的暴力问题。公平竞争的體育精神只是一个借口，但在每个场景中却无处不在。
对某些人来说，影片中的暴力几乎令人难以忍受，但也表明，即使是中小企业也无法避免屈从关系，或者说支配关系。

## 模式
在影片的前四个运动场景中，每个场景都有两名演员，影片将我们带入了公司的高度对抗氛围中，剧情由此展开。
赛艇班諾·馬吉梅教毫无公平竞争意识的同事傑黑米·何內如何在河上击败更强大的赛艇队。
壁球这是影片中最具象征意义的一幕，因为再现了李歐納爾·貝利烏的短片，而这部短片正是影片的灵感来源。傑黑米·何內拼命为自己辩护，而他的上司艾瑞克·薩文则威胁说，如果他赢不了比赛，就解雇他。
健身步道班諾·馬吉梅依靠同事瑪莉安·歌迪雅的帮助解决一份合同。
高尔夫专横跋扈的艾瑞克·薩文成了上司也是岳父尚-皮亞·加素的训诫对象。
溪降在这个场景中，几乎所有的主角——还有梅蘭妮·杜迪——都一起出现在峡谷中，而每个人都背叛了彼此，直到最后的结局。尚-皮亞·加素和馬爾科姆·孔拉两人未出场。这场戏也是最长的一场戏。
底牌第六场又回到了开头的形式，两位演员在一次体育比赛中相遇。

## 演员
- 艾瑞克·薩文（法语：Éric Savin） 饰 夏尔
- 班諾·馬吉梅（法语：Benoît Magimel） 饰 让-克洛德
- 瑪莉安·歌迪雅 饰 妮科尔
- 傑黑米·何內 饰 亚历山大
- 梅蘭妮·杜迪（法语：Mélanie Doutey） 饰 贝亚特丽斯
- 尚-皮亞·加素（法语：Jean-Pierre Cassel） 饰 爱德华
- 馬爾科姆·孔拉（法语：Malcolm Conrath） 饰 贝特朗